# Kleinautowerke Fritz Hückel
Kleinautowerke Fritz Hückel war ein tschechoslowakisches Unternehmen aus Schönau bei Neutitschein, das unter anderem Automobile herstellte.

## Vorgeschichte
Fritz Hückel (1885–1973), ein Sohn des Fabrikanten August Hückel (1838–1917), war Hutmacher, Amateur-Rennfahrer, Gründungsmitglied des Mährisch-Schlesischen Automobil-Clubs und war Miteigentümer der Firma J. Hückel’s Söhne in Neutitschein. Otto Kloss war Schlosser. 1906 fertigten sie erstmals ein Fahrzeug mit dem Markennamen Hückel. Das Fahrzeug mit einem luftgekühlten Vierzylindermotor ähnelte dem Laurin & Klement A und blieb ein Einzelstück. Zwischen 1913 und 1914 leitete Fritz Hückel Austro-Cyclecar.
Im Jahr 1945 wurden die Fabriken von J. Hückel’s Söhne enteignet und Fritz Hückel musste als Sudetendeutscher die Tschechoslowakei verlassen. Er versuchte in Dingolfing und Weilheim (Oberbayern) eine neue Hutfabrikation zu gründen. Fritz Hückel starb am 12. Januar 1973 in München.

## Unternehmensgeschichte
Fritz Hückel gründete 1921 oder 1922 das Unternehmen und begann mit der Produktion in Kleinserie. Der Markenname lautete zunächst Gnom und später Hückel. 1935 oder 1936 endete die Produktion.

## Fahrzeuge

### Gnom ab 1921
Dieser Kleinwagen ähnelte einem Modell der Nesselsdorfer Wagenbau-Fabriks-Gesellschaft. Später näherte sich das Modell dem Opel 4 PS an. Zu der Zeit fanden auch Teile des Opel 4/20 PS Verwendung. Pro Jahr entstanden ein bis zwei Fahrzeuge.

### Hückel von 1935
1935 wurde der Hückel Special vorgestellt. Ein Sechszylindermotor von Tatra trieb das Fahrzeug an. Es blieb ein Einzelstück.